# Ulugbek Salamov
Ulugbek Salamov (* 18. September 1979) ist ein ehemaliger usbekischer Straßenradrennfahrer.
Ulugbek Salamov wurde 1999 usbekischer Meister im Straßenrennen. Im nächsten Jahr verteidigte er seinen Titel im Straßenrennen und wurde auch nationaler Meister im Einzelzeitfahren. Bei der Jelajah Malaysia gewann Salamow die dritte Etappe nach Ipoh und bei dem fünften Teilstück auf dem Putra Jaya Circuit wurde er Tagesdritter. In der Saison 2005 fuhr er ab Juni für das katarische Continental Team Aljazeera Sport Channel.

## Erfolge
1999
- Usbekischer Meister – Straßenrennen

2000
- Usbekischer Meister – Straßenrennen
- Usbekischer Meister – Einzelzeitfahren

2003
- eine Etappe Jelajah Malaysia

## Teams
- 2005 Aljazeera Sport Channel (ab 20.06.)